# HMS Achilles (1863)
Panserskibet HMS Achilles var en forbedret udgave af Warrior og var både hurtigere end denne og havde panser langs hele vandlinjen. Det ekstra panser blev blandt andet brugt til at beskytte skibets styretøj. Achilles var det første og eneste britiske krigsskib med fire master, og blev bygget i tørdok. Navnet Achilles er hentet fra den græske mytologi, og skibet var det tredje af seks i Royal Navy med dette navn.

## Tjeneste
Achilles kunne ved afleveringen i 1864 prale med at have det største sejlareal (4.100 m2) nogensinde på et krigsskib. Rigningen var imidlertid ikke tilfredsstillende, og allerede i 1865 blev den ene mast fjernet og rigningen reduceret til 2.799 m2. I 1866 blev formasten flyttet forud og i 1877 blev sejlføringen ændret til barkrigning. Dermed nåede Achilles både at blive det britiske skib, der blev omarmeret flest gange, og det skib, der havde flest forskellige sejlføringer.
Fra 1864 til 1868 var Achilles en del af Kanalflåden, og det blev derefter efterset og omarmeret. I årene 1869-74 var det vagtskib ved Portland. Efter en ny omarmering i 1874 var det vagtskib ved Liverpool i 1875-77. Var kortvarigt i Kanalflåden 1877-78 og derefter i Middelhavsflåden 1878-80. Tilbage i Kanalflåden 1880-85. Lå derefter i reserve ved Hamoaze til 1902, hvor det skiftede navn til Hibernia og blev sendt til Malta som depotskib. Navnet blev ændret igen til Egmont i 1904. I 1914 kom det retur til England, og blev depotskib i Chatham under navnet Egremont, og derefter Pembroke, indtil det blev solgt i 1925.
Achilles var et meget stabilt skib, især når det gik under damp alene, og det var en af grundene til den lange tjenestetid.